# Fjärde Världen (hiphop-grupp)
Fjärde Världen är en svensk hiphop-grupp. De vann under slutet av 90-talet en talangtävling arrangerad av Redline Records och fick i pris en budget till ett singelsläpp med video, vilket resulterade i singeln Mer än musiken. En dokumentär av Joel Danielsson och Kjell Åhlund med samma namn spelades in och handlade om Fjärde Världen-medlemmarna Matte, Tom och Oskar och deras väg mot att vinna publiken.
De albumdebuterade med Världsomspegling och följde upp med albumet Gatumusikanterna. 
Den senaste skivan heter "Världens ände" och släpptes den 7 november 2007.
Gruppmedlemmen Matte är producent i teamet First Heat och Tom har gjort sig en solokarriär under aliaset Max Peezay. De är aktiva i produktionsbolaget Devrim. Oskar Skarp lämnade gruppen strax efter första singelsläppet för att satsa på en karriär som producent och beatmaker.
En del av gruppen har växt upp i stockholmsförorten Älta och Orminge, som de sjunger om i låten "Vårt kvarter" med Sam-E (Fisksätra) från Medina.

## Diskografi

### Album
- 2002 - Världsomspegling
- 2004 - Gatumusikanterna
- 2007 - Världens Ände

### Singlar
- 2000 - Mer än musiken
- 2001 - Världens Bästa EP
- 2001 - Första Femman (med Fattaru)

### Medverkan
- 2002 – Framåt! - För Palestinas befrielse